# Île Lachea
L'île Lachea, en italien isola Lachea, est une île italienne, une des îles des Cyclopes.

## Description

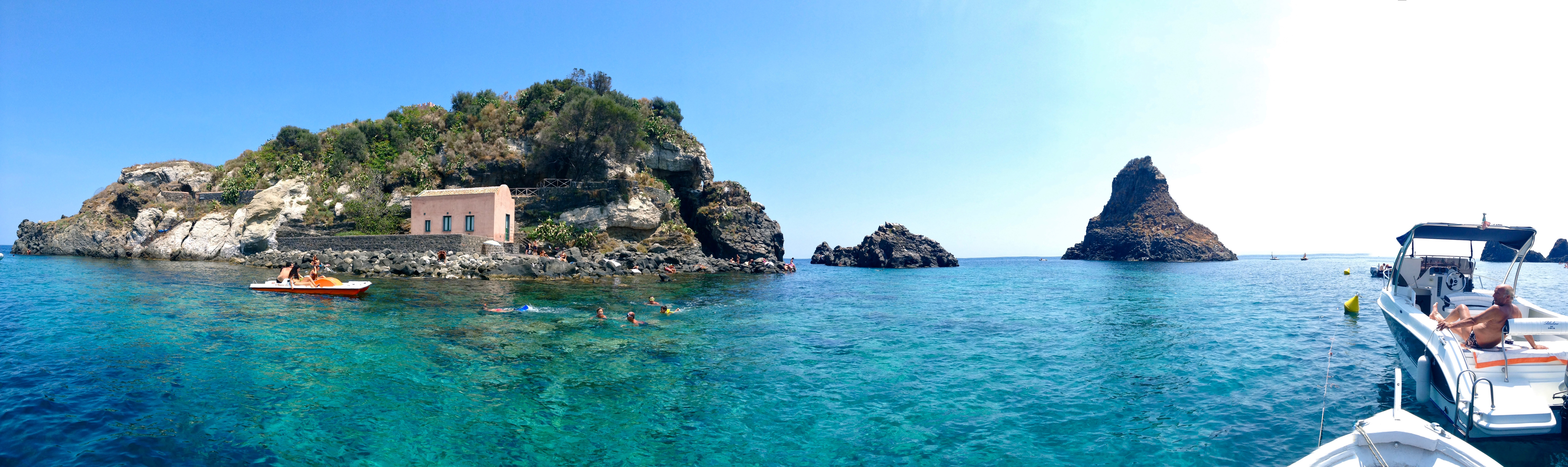
L'île Lachea en saison estivale

Elle fait partie de la réserve naturelle marine des îles Cyclopes et s'étend sur 250 m de longueur pour 150 m de largeur. Elle abrite une station d'études biologiques de l'université de Catane.